# Ņikita Jevpalovs
Ņikita Jevpalovs (ur. 9 września 1994 w Rydze) – łotewski hokeista, reprezentant Łotwy.

## Kariera
- SK Riga 18 (2009–2010)
- South Muskoka Shield (2010–2011)
- HK Rīga (2011–2012)
- Blainville-Boisbriand Armada (2012-2015)
- San Jose Barracuda (2015–2017)
  -  Allen Americans (2016)
- Dinamo Ryga (2017–2018)
- Laval Rocket (2018-2020)
- Dornbirner EC (2020-)

Wychowanek klubu Junior. Karierę rozwijał w zespole SK Riga. W sezonie 2010/2011 grał w kanadyjskiej lidze juniorskiej Greater Metro Junior A Hockey League (GMHL) w drużynie South Muskoka Shield z miasta Gravenhurst (Ontario). Od 2011 przez rok grał w zespole HK Riga w ramach rosyjskich juniorskich rozgrywek Mołodiożnaja Chokkiejnaja Liga sezonu 2011/2012. W lipcu 2013 został wybrany przez kanadyjski klub Blainville-Boisbriand Armada, występujący w juniorskich rozgrywkach QMJHL w ramach CHL. W styczniu 2015 podpisał kontrakt wstępny z amerykańskim klubem San Jose Sharks na występy w rozgrywkach NHL. Po zakończeniu występów w juniorskiej lidze QMJHL, we wrześniu 2015 został zawodnikiem zespołu farmerskiego SHS, San Jose Barracuda w lidze AHL. Na przełomie stycznia i lutego 2016 przekazany tymczasowo do innego zespołu stowarzyszonego, Allen Americans, z ligi ECHL. W sezonie AHL (2016/2017) ponownie był w kadrze San Jose Barracuda. Od lipca 2017 przebywał na okresie próbnym w Dinamie Ryga, z którym w sierpniu 2017 podpisał kontrakt. Od lipca 2018 zawodnik Laval Rocket w lidze AHL. W sierpniu 2020 został zawodnikiem Dornbirner EC.
W barwach juniorskich reprezentacji Łotwy uczestniczył w turniejach mistrzostw świata do lat 18 w 2012 (Elita), mistrzostw świata do lat 20 w 2012 (Elita), 2013 (Elita), 2014 (Dywizja I). Podczas turnieju edycji MŚ 2012 zdobył zwycięskiego gola w dogrywce meczu z Danią i zapewnił Łotwie utrzymanie w Elicie. W barwach seniorskiej kadry Łotwy uczestniczył w turnieju mistrzostw świata w 2018.

## Sukcesy
Klubowe
- Złoty medal mistrzostw Łotwy do lat 18: 2010 z SK Riga 18
- Kelly Cup – mistrzostwo ECHL: 2016 z Allen Americans

Indywidualne
- GMHL 2010/2011:
  - Trzecie miejsce w klasyfikacji strzelców: 48 goli
  - Trzecie miejsce w klasyfikacji kanadyjskiej: 91 punktów
  - Najlepszy pierwszoroczniak sezonu
  - Najlepszy napastnik sezonu
- Mistrzostwa Świata Juniorów w Hokeju na Lodzie 2012/Elita:
  - Jeden z trzech najlepszych zawodników reprezentacji na turnieju
- Mistrzostwa Świata Juniorów w Hokeju na Lodzie 2013/Elita:
  - Jeden z trzech najlepszych zawodników reprezentacji na turnieju
- Mistrzostwa Świata Juniorów w Hokeju na Lodzie 2014/I Dywizja:
  - Trzecie miejsce w klasyfikacji strzelców turnieju: 4 gole[12]
  - Czwarte miejsce w klasyfikacji asystentów turnieju: 5 asyst[13]
  - Drugie miejsce w klasyfikacji kanadyjskiej turnieju: 9 punktów[13]
  - Drugie miejsce w klasyfikacji skuteczności wygrywanych wznowień: 63,64%[14]
- QMJHL i CHL 2014/2015:
  - Drugie miejsce w klasyfikacji strzelców wśród pierwszoroczniaków w sezonie zasadniczym QMJHL: 49 goli[15]
  - Czwarte miejsce w klasyfikacji kanadyjskiej wśród pierwszoroczniaków w sezonie zasadniczym QMJHL: 100 punktów
  - Drugi skład gwiazd QMJHL